# Order 25 lutego 1948
Order 25 lutego 1948 (cz. Řád 25. února 1948) – czechosłowackie odznaczenie państwowe ustanowione dla wyróżnienia obywateli, którzy w lutym 1948 roku wyróżnili się w działaniach, w wyniku których władzę przejęła Komunistyczna Partia Czechosłowacji i wprowadziła demokrację ludową.

## Historia
Odznaczenie został zarządzeniem rządu Czechosłowacji z dnia 8 lutego 1949 roku. Załącznikiem do zarządzenia był statut orderu, które w § 1 określa, że odznaczeniem mogą być wyróżnieni obywatele, którzy w mieli wybitne zasługi dla zwycięstwa demokracji ludowej w Czechosłowacji w lutym 1948 roku.
Odznaczenie posiadało trzy stopnie:
- I stopień – gwiazda
- II stopień – medal srebrny
- III stopień – medal brązowy

Odznaczenie zostało zniesione w 1990 roku na podstawie ustawy z dnia 2 października 1990 roku

## Zasady nadawania
Zgodnie z zarządzeniem odznaczenie było nadawane tylko raz, bez względu na to jakiego stopnia otrzymała odznaczenie.
Odznaczenie przyznawano wojskowym, funkcjonariuszom podległym Ministerstwu Spraw Wojskowych, członkom Komunistycznej Partii Czechosłowacji i innym obywatelom, którzy w lutym 1948 roku uczestniczyli w działaniach, w wyniku której całkowitą władzę w rządzie przejęli komuniści i wprowadzili demokrację ludową.
Odznaczenie było nadawane przez prezydenta Czechosłowacji.

## Opis odznaki
Odznakę odznaczenie I stopnia jest pięcioramienna gwiazda wykonana ze srebra o średnicy 52 mm. Wnętrze gwiazdy jest pokryte czerwoną emalią, ze srebrnymi krawędziami. Pomiędzy ramionami gwiazdy znajdują się płomienie pozłacane. W środku gwiazdy znajduje się okrągła tarcza w kolorze srebrnym. Na awersie tarczy znajduje się ręka trzymająca sztandar oraz gałązkę oliwną. Powyżej ręki znajduje się napis 25. února 1948 (pol. 25 lutego 1948). Na rewersie odznaczenia I stopnia identyczna okrągła tarcza w środku gwiazdy, w dolnej części napis VŮLE LIDU ZÁKONEM (pol. Wola ludu prawem), powyżej gałązka lipy, a nad nią napis REPUBLIKA ČESKOSLOVENSKÁ (pol. Republika Czechosłowacka).
Odznaki odznaczenia II i III stopnia jest okrągły medal o średnicy 33 mm, odznaka II stopnia wykonana jest ze srebra a III stopnia z brązu. Wygląd odznak jest identyczny.
Na awersie medalu znajduje się ręka trzymająca sztandar oraz gałązkę oliwną. Powyżej ręki znajduje się napis 25. února 1948 (pol. 25 lutego 1948). Na rewersie w dolnej części napis VŮLE LIDU ZÁKONEM (pol. Wola ludu prawem), powyżej gałązka lipy, a nad nią napis REPUBLIKA ČESKOSLOVENSKÁ (pol. Republika Czechosłowacka).
Odznaki II i III stopnia zawieszony jest na wstążce o szer. 37 mm w kolorze czerwonego, natomiast odznaka I stopnia umieszczana była bezpośrednio na ubraniu przy pomocy zapinki. Art. 4 zarządzenia ustanawiał także baretki tego odznaczenia i tak:
- baretka I stopnia – jest czerwona z nałożoną złotą pięcioramienną gwiazdą.
- baretka II stopnia – jest czerwona z nałożoną srebrną gwiazdą
- baretka III stopnia – jest czerwona z nałożoną brązową gwiazdą.

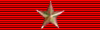
Baretka I stopnia – jest czerwona z nałożoną złotą pięcioramienną gwiazdą.
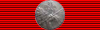
Baretka II stopnia – jest czerwona z nałożoną srebrną gwiazdą
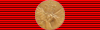
Baretka III stopnia – jest czerwona z nałożoną brązową gwiazdą.